# 张宝
张宝（？—184年），张角二弟，鉅鹿人，东汉末黄巾起义领導人之一。

连环画《三国演义》（1957年版）中的张宝画像

## 生平
中平元年（184年）随张角起事，被太平道徒眾称为“地公将军”。十一月，皇甫嵩在下曲陽（今河北省石家莊市晉州市西）大敗張寶，張寶也在此戰被殺。

## 藝術形象

### 《三國演義》
張寶在《三國演義》的第二回中登場。演義中張寶與劉備交戰，使用了狂風妖法。之後朱儁力攻打陽城，屬下嚴政見到情勢危及，將張寶梟首投降朝廷。

### 吉川英治《三國志》
同樣和劉備交戰，為劉備襲擊，造成軍隊混亂，士卒相殘，因此被劉備射殺。

### 其他作品
- 《蒼天航路》（王欣太）
- 《火鳳燎原》（陳某）:設定為南華八怪之一，已死並無登場僅名字提及，於外傳小說《黃巾》的主角之一。
- 《三國殺》